# Spritzkuchen

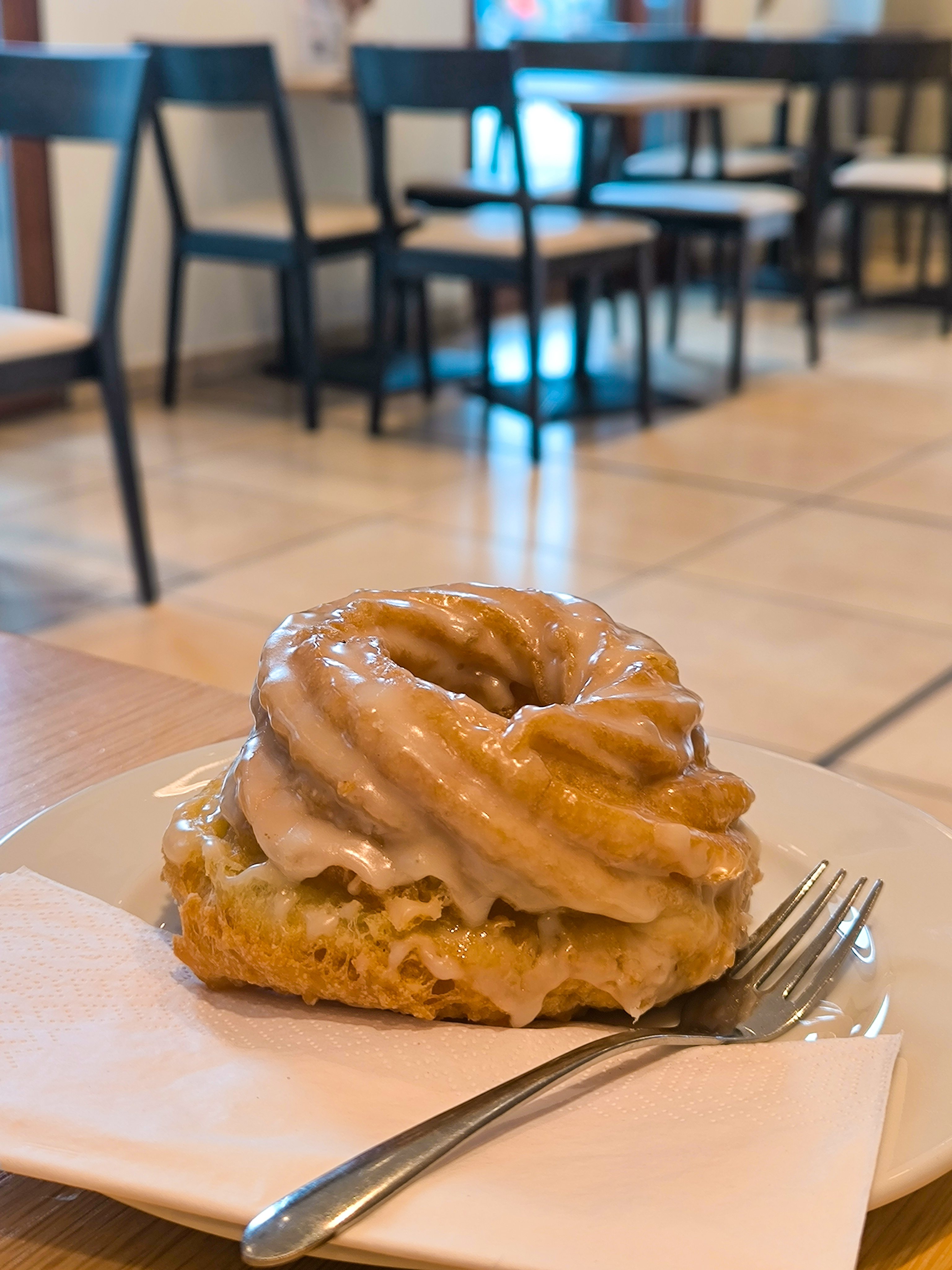
Spritzkuchen im Café Gustav in Eberswalde

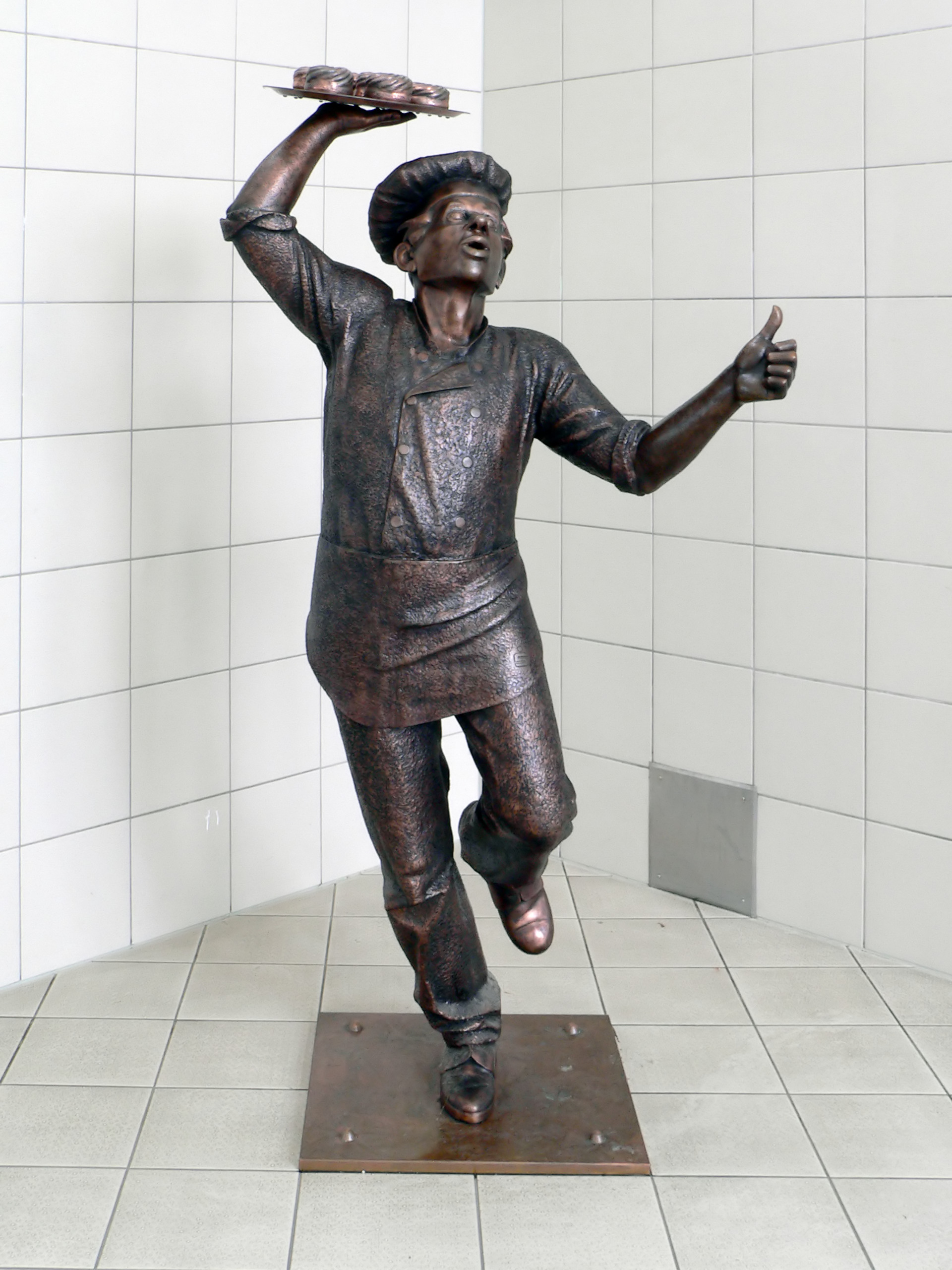
Statue „Eberswalder Spritzkuchenjunge“ von Eckhard Herrmann zum Gedenken an Gustav Zietemann

Spritzkuchen, regionaltypisch auch als Spritzringe, Auflaufkrapfen, Fettkringel, Schmalzkringel oder Victoria bezeichnet, sind kringelförmige Gebäckstücke aus Brandmasse.
Zur Zubereitung wird leicht gesüßte Brandmasse mit einem Spritzbeutel mit sternförmiger Tülle auf Pergamentpapier zu Ringen geformt und anschließend in Fett schwimmend ausgebacken. Nach dem Backen wird das abgetropfte Gebäck mit Puderzucker bestreut oder auf der Oberseite mit Fondant glasiert.
Als „Spritzenkuchen“ wird er bereits 1713 in dem in Nürnberg erschienenen Werk „Der wolbestehende Becker“ von Alexius Sincerus erwähnt.
In einem Stettiner Kochbuch von 1797 findet sich folgende Anleitung:
„Macht einen Teig von Milch und Weizenmehl. Den Teig in Stücke schneiden und in einen Kessel mit kochendem Wasser legen und solange kochen, bis er nicht mehr klebt, wenn man ihn mit einem Strohhalm hineinsticht. Die Stücken kalt in eine Schüssel geben und ein Ei nach dem anderen darunter schlagen. Man gibt so viele Eier dazu, dass ein Teig entsteht, der sich mit der Reibekeule in die Höhe ziehen lässt. Gibt noch Muskatblume und abgeriebene Zitronenschale hinzu. Man spritzt den Teig mit einer Sterntülle mehrmals übereinander. In recht heißer Butter ausbacken.“
Der Berliner Konditor und Lebküchler Gustav Louis Zietemann wiederum erwirkte am 23. Februar 1832 die Genehmigung, sich als Konditor in Eberswalde niederzulassen. Am 1. April 1832 eröffnete er seine Konditorei und bot dort erstmals Eberswalder Spritzkuchen an. Ab 1842 lieferte er seine Spritzkuchen an den Bahnhof, wo seit dem 1. August die neue Bahnlinie Berlin–Stettin verkehrte. So wurden die Spritzkuchen ein Werbeträger für die Stadt und viele Reisende verbanden den Namen von Eberswalde mit den Spritzkuchen. Zum Gedenken an Zietemann steht heute eine Bronzestatue im Eberswalder Bahnhof.
In Süddeutschland, Österreich und Südtirol werden Spritzkuchen manchmal auch „Strauben“ genannt; ansonsten handelt es sich bei Strauben jedoch um eine andere Art von Schmalzgebäck.